# 니시사마니역
니시사마니역(일본어: 西様似駅)은 일본 홋카이도 사마니 군 사마니정에 위치한 홋카이도 여객철도 히다카 본선의 철도역이다. 단선 승강장 1면 1선의 구조를 갖춘 지상역이다.

## 이용 현황
- 1981년도 : 6명
- 1992년도 : 30명

## 역 주변
- 국도 제336호선
- 사마니 해수욕장

## 역사
- 1937년 8월 10일 : 국유철도 히다카 선 우라카와 역 - 사마니 역 간 연장 개통에 의해 개업. 일반역.
- 1943년 11월 1일 : 선로명을 히다카 본선으로 개칭, 그것에 의해 이 노선의 역으로 한다.
- 1977년 2월 1일 : 화물 · 하물 취급 폐지. 동시에 무인화.
- 시기 불명 : 출·개납 업무를 정지해 여객 업무에 대해서 무인화. 열차 교환 설비를 유지해, 운전 요원은 계속 배치.
- 시기 불명 : 교환 설비 폐지, 운전 요원 무인화.
- 1987년 4월 1일 : 일본국유철도 분할 민영화에 의해 홋카이도 여객철도가 승계.
- 시기 불명 : 간이 위탁 폐지, 완전 무인화.
- 2021년 4월 1일 : 폐역.

## 인접 역
| 홋카이도 여객철도 히다카 본선 | 홋카이도 여객철도 히다카 본선 | 홋카이도 여객철도 히다카 본선 |
| ----------------------------- | ----------------------------- | ----------------------------- |
| 우토마 도마코마이 방면        | ■ 히다카 본선                 | 사마니 사마니 방면            |